# Hutisko-Solanec
Hutisko-Solanec – gmina w Czechach, w powiecie Vsetín, w kraju zlińskim. Według danych z dnia 1 stycznia 2012 liczyła 2009 mieszkańców. Gmina powstała w 1960 w wyniku połączenie dwóch dotąd samodzielnych gmin: Hutisko i Solanec pod Soláněm.

## Położenie
Miejscowość położona jest w Karpatach Zachodnich, w śródgórskim obniżeniu zwanym Rožnovská brázda, ograniczonym od północy pasmem Radhošťa w Beskidzie Morawsko-Śląskim, a od południa Górami Wsetyńskimi, w rejonie, w którym do Dolnej (Rożnowskiej) Beczwy uchodzi jako jej lewobrzeżny dopływ Solanecký potok. Część Hutisko (497 m n.p.m.) leży w większości w siodle u południowych podnóży wzgórza Poskla (576 m n.p.m.), natomiast część Solanec pod Soláněm (480 m n.p.m.) u samych podnóży Gór Wsetyńskich, w miejscu, w którym do wspomnianego Solaneckého potoku wpada jego lewobrzeżny dopływ, Hutiský potok.
Hutisko-Solanec leży ok. 6 km na południowy wschód od miasta Rožnov pod Radhoštěm. Przez gminę przebiega droga nr 481 z miejscowości Prostřední Bečva w dolinie Dolnej Beczwy przez przełęcz Čarták do Velkých Karlovic w dolinie Górnej (Wsetyńskiej) Beczwy. W części Hutisko odgałęzia się od niej lokalna droga nr 4867, biegnąca przez Vigantice do Rožnova pod Radhoštěm.